# 프리슬립

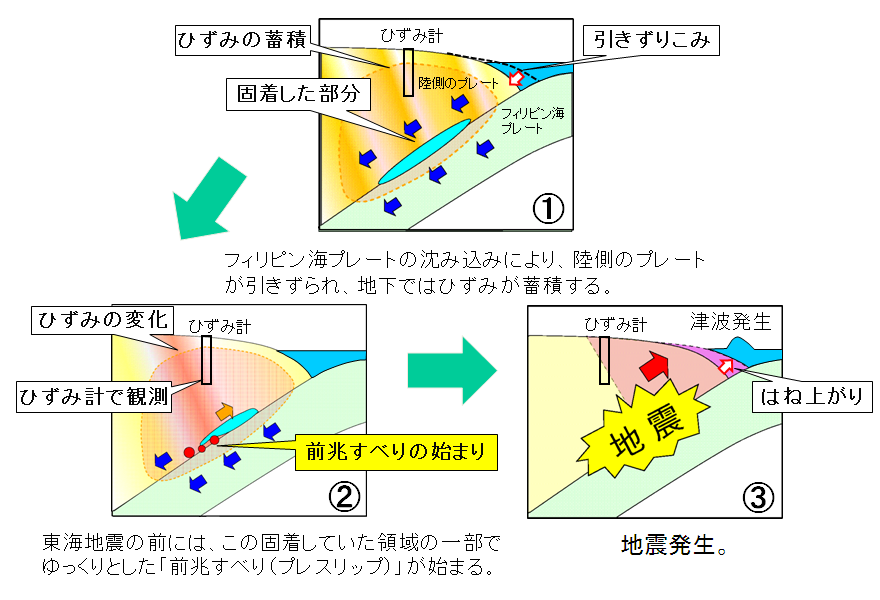
프리슬립의 메커니즘

프리슬립(pre-slip)은 큰 지진이 일어날 때 진원이 되는 단층의 파괴를 유도하는 미세한 균열인 "단층파괴핵"을 만드는 지진이다. 본진의 징조이기도 하지만 단층파괴핵의 형성에 주목한다는 점에서 전진하고는 다르다.
애스패리티가 파괴될 경우 애스패리티 주변의 영역이 따라 끌려가게 되는데 이를 "본진 단층파괴"라고 한다. 프리슬립은 본진의 단층파괴 이전에 일어난다고 하는 어느 정도의 크기를 가지는 단층의 움직임(슬립) 현상이다. 이를 통해 프리슬립이 일어나지 않으면 어느 정도 이상의 지진은 일어나지 않을 것이라 생각하며 프리슬립에 주목하는 것을 "프리슬립 이론"이라고 한다.

## 같이 보기
- 느린 지진